# Operação Cifra Oculta
Operação Cifra Oculta é uma operação brasileira deflagrada pela Polícia Federal em 1 de junho de 2017. É um desdobramento da Operação Lava Jato. O alvo da operação é o ex-prefeito de São Paulo Fernando Haddad. A operação apura crimes eleitorais e lavagem de dinheiro relacionados à campanha de Haddad, em 2012. O inquérito teve início em novembro de 2015 após a determinação do Supremo Tribunal Federal para desmembrar o acordo de colaboração premiada de executivos da UTC Engenharia.